# E-live 2008
E-live 2008 is een livealbum van de Britse band Radio Massacre International (RMI). RMI brengt naast officiële uitgaven bij reguliere platenlabels ook muziek uit in eigen beheer. Deze uitgave bevat een registratie van hun optreden op 11 oktober 2008 op het E-liveconcert, dat werd gegeven in het auditorium van de Technische universiteit Eindhoven. Het album bevat niet zoals hun vorige uitgebrachte album psychedelische muziek, maar meer experimentele elektronische muziek, waarbij een sequencer meeloopt.
Steve Dinsdale begon aan zijn eerste soloalbum New Church.

## Musici
- Steve Dinsdale: toetsinstrumenten, sequencer en "floor percussion"
- Gary Houghton: gitaar;
- Duncan Goddard: toetsinstrumenten, sequencer, basgitaar

### Gastmusici
- Martin Archer: saxofoons, toetsinstrumenten.

## Muziek
| Nr. | Titel | Duur  |
| --- | --- | ----- |
| 1.  | veritable petit-beurre | 31:55 |
| 2.  | jct 31 is vandaag gesloten (jct is een afkorting van junction (kruising); het staat voor afrit 31 ten westen van Eindhoven. Zie RMI) | 22:07 |
| 3.  | u bevindt zich hier | 20:48 |